# 방 소총
방 소총(덴마크어: Gevær Bang)은 쇠렌 한센 방이 설계한 덴마크의 실험용 소총이다. 6.5 x 55 mm 탄을 사용한다.